# 고바야시 히로시
고바야시 히로시(일본어: 小林 寛, 1959년 3월 17일~)는 일본의 전 축구 선수, 감독이다.

## 구단 경력
1981년 일본 사커 리그의 후루카와 전공에 입단하였다. 1985-86년에 일본 사커 리그 우승을 차지하였다. 1989시즌 후 현역 은퇴.

## 지도자 경력
은퇴 후에는 1990년부터 1998년까지 알로스 호쿠리쿠에서 감독을 맡았다. 2000 가와사키 프론탈레의 감독을 맡으며 2001년 미토 홀리호크의 감독으로 취임하였다.